# Warchest
Warchest es una caja recopilatoria de la banda Megadeth. Fue lanzado al mercado el 9 de octubre de 2007 bajo el sello de EMI.

## Lista de canciones

### Disco uno
1. "Killing Is My Business... And Business Is Good!"
2. "The Skull Beneath the Skin"
3. "Peace Sells"
4. "Wake Up Dead"
5. "Devils Island"
6. "Set the World Afire"
7. "Into the Lungs of Hell"
8. "Anarchy"/"Problems" (toma de sesión) *
9. "Hook in Mouth"
10. "Liar"
11. "In My Darkest Hour"
12. "No More Mr. Nice Guy"
13. "Dark Themes..." *
14. "Holy Wars...The Punishment Due" (Demo de Casey McMackin ) *
15. "Tornado of Souls" (demo) *
16. "Five Magics" (demo) *
17. "Hangar 18"

- * Material nuevo

### Disco dos
1. "Keeping Score ..."
2. "Symphony of Destruction"
3. "Go To Hell"
4. "Foreclosure of a Dream"
5. "Architecture of Aggression" (demo)
6. "Skin O' My Teeth" (en vivo en Alpine Valley, East Troy, WI 5/23/92)
7. "High Speed Dirt" (en vivo en Alpine Valley, East Troy, WI 5/23/92)
8. "Ashes in Your Mouth" (en vivo en the Cow Palace, S.F., CA 12/4/92)
9. "Sweating Bullets" (en vivo en Cow Palace, S.F., CA 12/4/92)
10. "Breakpoint" (toma de sesión) *
11. "Angry Again"
12. "Train of Consequences"
13. "Reckoning Day"
14. "New World Order"
15. "The Killing Road"
16. "Strange Ways" (Kiss Cover)
17. "Paranoid" (Black Sabbath Cover)
18. "Diadems" (versión alterna) *
19. "À Tout le Monde"

- * Material nuevo

### Disco tres
1. "Trust"
2. "Almost Honest"
3. "Use the Man"
4. "She-Wolf"
5. "A Secret Place" (en vivo en New York 25/7/99)
6. "One Thing"
7. "Duke Nukem"
8. "Insomnia"
9. "Crush 'em"
10. "Kill the King"
11. "Dread and the Fugitive Mind"
12. "Never Say Die" (Black Sabbath cover)
13. "Moto Psycho"
14. "1000 Times Goodbye"
15. "Coming Home"
16. "Kick the Chair"
17. "Of Mice and Men"

### Disco cuatro
Todas las canciones son grabaciones en vivo en, Londres, Inglaterra 16/10/90
1. Intro/"Rattlehead"
2. "Wake Up Dead"
3. "Hangar 18"
4. "Hook in Mouth"
5. "The Skull Beneath the Skin"
6. "The Conjuring"
7. "In My Darkest Hour"
8. "Lucretia"
9. "Devils Island"
10. "Take No Prisoners"
11. "Peace Sells"
12. "Black Friday"
13. "It's Electric" (Diamond Head cover)  [Con Sean Harris en Vocales]
14. "Anarchy in the U.K."
15. "Holy Wars...The Punishment Due"

### Disco cinco (DVD)
Todas las canciones son grabaciones en vivo en Hammersmith Odeon, Londres, Inglaterra 30/9/92
1. Intro/"Holy Wars...The Punishment Due" *
2. "Wake Up Dead"
3. "Hangar 18"
4. "Lucretia'
5. "Sweating Bullets"
6. "In My Darkest Hour"
7. "Tornado of souls"
8. "Ashes in Your Mouth"
9. "Peace Sells"
10. "Anarchy in the U.K."

- * Material nuevo